# Komysch-Sorja
Komysch-Sorja (ukrainisch Комиш-Зоря; russisch Камыш-Заря Kamysch-Sarja) ist eine Siedlung städtischen Typs in der ukrainischen Oblast Saporischschja mit etwa 2200 Einwohnern (2014).

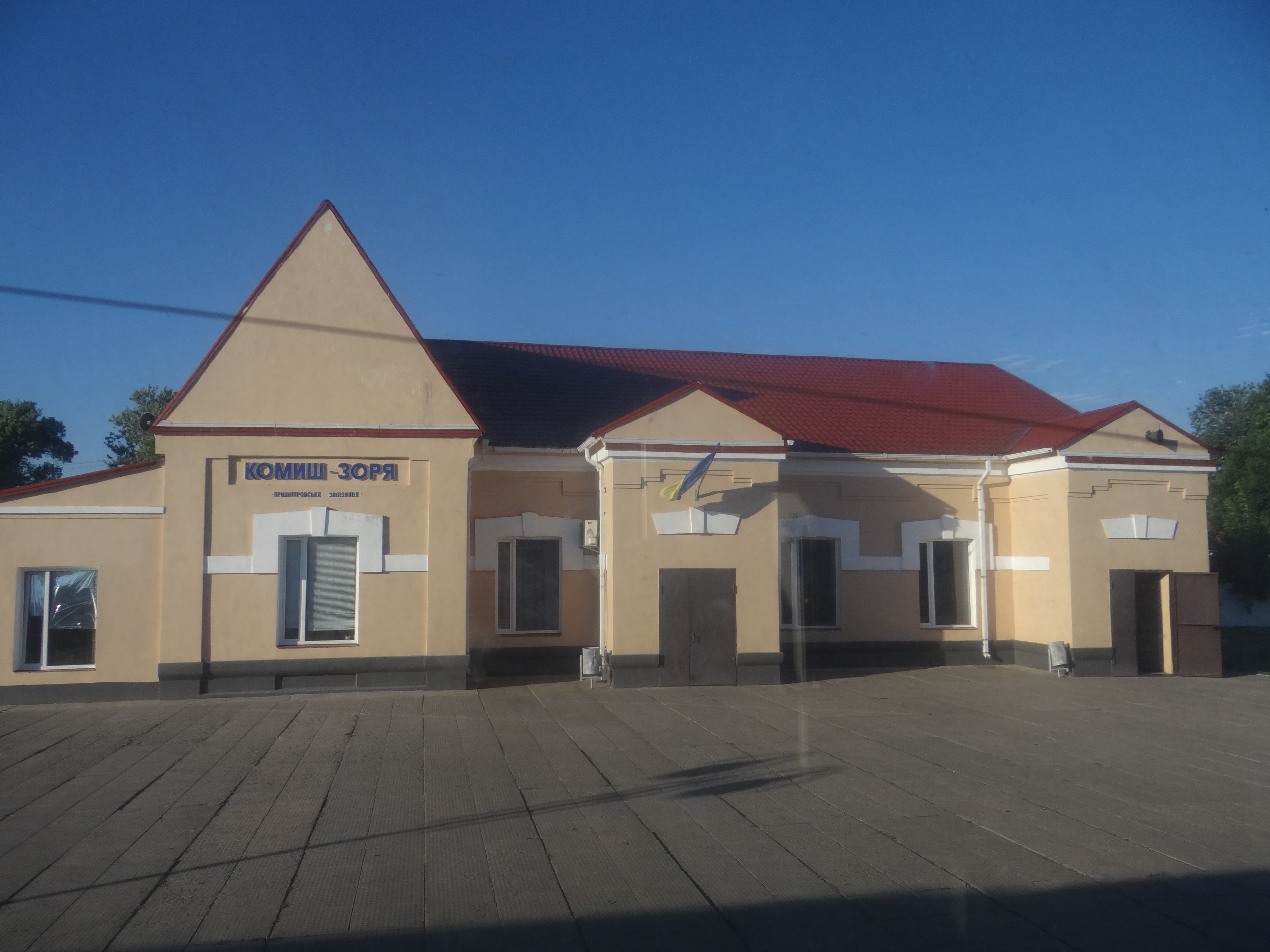
Bahnhofsgebäude im Ort

Komysch-Sorja ist ein Eisenbahnknoten im Asowschen Hochland, er wurde 1905 als Zarekostjantyniwka (Царекостянтинівка) gegründete und liegt im Rajon Polohy 5 km südöstlich vom ehemaligen Rajonzentrum Kamjanka und erhielt 1938 den Status einer Siedlung städtischen Typs. Das Oblastzentrum Saporischschja liegt etwa 140 km nordwestlich von Komysch-Sorja.

## Verwaltungsgliederung
Am 7. August 2015 wurde die Siedlung zum Zentrum der neugegründeten Siedlungsgemeinde Komysch-Sorja (Комиш-Зорянська селищна громада/Komysch-Sorjanska selyschtschna hromada). Zu dieser zählten auch die 9 in der untenstehenden Tabelle aufgelisteten Dörfer, bis dahin bildete sie die gleichnamige Siedlungsratsgemeinde Komysch-Sorja (Комиш-Зорянська селищна рада/Komysch-Sorjanska selyschtschna rada) im Zentrum des Rajons Bilmak.
Am 17. Juli 2020 kam es im Zuge einer großen Rajonsreform zum Anschluss des Rajonsgebietes an den Rajon Polohy.
Folgende Orte sind neben dem Hauptort Komysch-Sorja Teil der Gemeinde:
| Name                     | Name          | Name                                |
| ukrainisch transkribiert | ukrainisch    | russisch                            |
| ------------------------ | ------------- | ----------------------------------- |
| Bilozerkiwka             | Білоцерківка  | Белоцерковка (Belozerkowka)         |
| Blahowischtschenka       | Благовіщенка  | Благовещенка (Blagoweschtschenka)   |
| Lanzewe                  | Ланцеве       | Ланцевое (Lanzewoje)                |
| Nowokamjanka             | Новокам'янка  | Новокаменка (Nowokamenka)           |
| Rudenka                  | Руденка       | Руденка                             |
| Schewtschenkiwske        | Шевченківське | Шевченковское (Schewtschenkowskoje) |
| Ternowe                  | Тернове       | Терновое (Ternowoje)                |
| Truschenka               | Труженка      | Труженка                            |
| Tschereschnewe           | Черешневе     | Черешневое (Tschereschnewoje)       |